# Inge Janssen
Inge Janssen, född 20 april 1989 i Voorburg, är en nederländsk roddare.
Janssen blev olympisk silvermedaljör i scullerfyra vid sommarspelen 2016 i Rio de Janeiro. Vid olympiska sommarspelen 2020 i Tokyo slutade Janssen på 6:e plats tillsammans med Laila Youssifou, Olivia van Rooijen och Nicole Beukers i scullerfyra.